# Andréa Hygino
Andréa Hygino (Rio de Janeiro,1992) é uma artista visual brasileira que reside no Rio de Janeiro e atua como artista, arte-educadora e professora do Instituto de Artes da UERJ.
Ela trabalha com diferentes linguagens artísticas, incluindo desenho, escultura, fotografia e performance. Mas tem atuado mais com gravura e se debruçado sobre a reflexão em relação ao ambiente de ensino no Brasil, pensando a desobediência estudantil como contestação e criação. A artista será curadora educativa da 14ª Bienal do Mercosul.

## Educação e carreira
Andréa Hygino formou-se em Artes Visuais pelo Instituto de Artes da UERJ e recebeu seu diploma de mestrado em Linguagens Visuais pela Escola de Belas Artes (PPGAV-EBA-UFRJ). Ela frequentou os ateliês de gravura da Escola de Artes Visuais, do Parque Lage e da Universidade do Estado do Rio de Janeiro.
Em sua carreira de magistério, deu oficinas de arte para alunos de baixa renda no bairro da Tijuca, pelo projeto Vinde a Mim. Foi professora substituta na Escola de Belas Artes da UFRJ; e leciona no Instituto de Artes da UERJ, no Estúdio Belas Artes e no Centro Cultural Lanchonete< >Lanchonete.
| “               | Vejo alunos que se impressionam com o fato de ter uma professora negra e se sentem representados, sentem que podem conversar mais abertamente comigo. Isso é muito bom, embora uma mulher negra ainda seja minoria entre os docentes. | ” |
| — Andréa Hygino | |   |

Seus trabalhos envolvem a interseção entre a gravura e a construção de um arquivo de memórias inscritas; integrando o espaço disponível em suas produções. Por exemplo, quando utilizou a sala de aula que sua mãe tem em casa e as carteiras escolares para pensar a presença dos corpos dentro do sistema de ensino. Sua vivência como arte-educadora e professora influencia sua arte, pois retrata os desafios da educação no Brasil: tanto a instabilidade do sistema quanto as trocas e aprendizados com crianças e adolescentes, com universitários e com jovens e adultos.
| “               | eu posso citar aqui o problema da má remuneração, que obriga as/os professoras/es a trabalharem em mais de um emprego, acumulando um volume de trabalho gigantesco | ” |
| — Andréa Hygino | |   |

## Obras
- 2022 - Ensino Superior [10]
- 2022 - Tipos de Comer [11]
- 2021 - Série Protótipos Inadequados[11]
- 2020 - Escreveu, não leu: o pau comeu[11]
- 2019-2023 - Sério Mordidos[12]
- 2019 - P.E. Matheus coração, da série Prova de Estado[13]
- 2017-2020 - Série Das vezes que não fui à Lua[11]

- 2017 - Marimbas[11]
- 2017 - Cadeira Universitária[11]
- 2017 - Desenho de Pauta à Mão Livre[11]
- 2016 - Exercício de Destreza[11]
- 2015 - Série Evanescências[11]
- 2015 - Estudo sobre a mesa[11]

## Exposições
- 2024 - Expo Diversos - online[14]
- 2024 - O Corpo Dissente – SESC Nova Iguaçu, Rio de Janeiro, RJ, Brasil[15]
- 2024 - Kassenzimmer (sala de classe) – Kunstverein Bielefeld, Bielefeld, Alemanha[9]
- 2024 - Encruzilhadas da arte afro-brasileira – CCBB Belo Horizonte, MG, Brasil[16]

- 2023 - Encruzilhadas da arte afro-brasileira – CCBB São Paulo, SP, Brasil[17]
- 2023 - A quarta geração construtiva no Rio de Janeiro – FGV Arte, Rio de janeiro, RJ, Brasil[10][18]
- 2023 - Cadeiraço – Galeria Superfície, São Paulo, SP, Brasil[19][20]
- 2023 - Além-Vista – Casa Gabriel, São Paulo, SP, Brasil[21]
- 2023 - Ensaios para o Museu das Origens – Itaú Cultural, São Paulo, SP, Brasil[22]

- 2022 - Participou do 19º Salão Nacional de Arte de Jataí, GO, Brasil[23]
- 2022 - Participou do Prêmio FOCO 2022 – ArtRio, Rio de Janeiro, Brasil[24]
- 2022 - CADEIRAÇO [Barricada] – Museu da Universidade de Witwatersrand, Joanesburgo, África do Sul
- 2022 - I Like South America South America Likes Me – Galeria Belmacz, Londres, Inglaterra[25]

- 2022 - Saravá – Anita Schwartz Galeria de Arte, São Paulo, SP, Brasil[26]
- 2021 - Sobre os ombros de gigantes – Galeria Nara Roesler, São Paulo, SP, Brasil[27]
- 2021 - Participou da Mostra Poéticas Femininas na Periferia – Paço Imperial, Rio de janeiro, RJ, Brasil (curadoria)[28]

- 2021 - On the shoulders of giants – Galeria Nara Roesler, New York, NY, Estados Unidos[29]

- 2020 - Minúsculas – Centro de Artes Calouste Gulbenkian, Rio de janeiro, RJ, Brasil[30]

- 2020 - Abre Alas 16 – Galeria A Gentil Carioca, Rio de janeiro, RJ, Brasil[31]

- 2019 - Esqueleto – Paço Imperial, Rio de janeiro, RJ, Brasil[32]
- 2019 - Corpos-cidades – Espaço Cultural Pence, Rio de janeiro, RJ, Brasil
- 2019 - Fotograma por fotograma – Cine Galeria, Rio de janeiro, RJ, Brasil

- 2019 - Participou do 24º Salão Anapolino de Arte – Galeria Antônio Sibasolly, Anápolis, GO, Brasil[33]

- 2018 - Achados e perdidos – Galeria Gustavo Schnoor – UERJ, Rio de janeiro, RJ, Brasil
- 2018 - Destraços – Galeria de Arte UFF Leuna Guimarães dos Santos, Niterói, RJ, Brasil[34]
- 2018 - Participou do Circuito Grude 2018
- 2018 - [Des] formar – Centro Cultural do Colégio Pedro II – U.E. São Cristóvão, RJ, Brasil[35]

- 2018 - Emergência dos corpos – Centro Cultural Justiça Federal, Rio de janeiro, RJ, Brasil
- 2017 - Prova de Estado – Galeria Candido Portinari - UERJ, Rio de janeiro, RJ, Brasil[8][36]

- 2017 - Panelas de pressão também sibilam – Centro Municipal de Arte Hélio Oiticica, Rio de janeiro, RJ, Brasil
- 2016 - Impressões cotidianas – Espaço Vórtice - UFRJ, Rio de janeiro, RJ, Brasil

- 2015 - Escutas, Intervalos e Silêncios – Centro Municipal de Arte Hélio Oiticica, Rio de janeiro, RJ, Brasil[37]

- 2014 - Mirabilia – Terreiro Contemporâneo, Rio de janeiro, RJ, Brasil

- 2014 - Participou da Formação 2013 – Galeria Gustavo Schnoor, Rio de janeiro, RJ, Brasil
- 2013 - Participou da 2a Edição da MOSCA ArtCon – Escola de Belas Artes (UFRJ), Rio de janeiro, RJ, Brasil

- 2013 - Olha Geral – Galeria Gustavo Schnoor, Rio de janeiro, RJ, Brasil
- 2012 - Território do íntimo, matéria do coletivo – 16º ENEARTE – Galeria Gustavo Schnoor, Rio de janeiro, RJ, Brasil

- 2011-2012 - Olha Geral – Galeria Gustavo Schnoor, Rio de janeiro, RJ, Brasil

## Prêmios e reconhecimentos
- 2024 - Residência em Kunstverein Bielefeld, Bielefeld, Alemanha[9]
- 2023 - JA.CA – Residência em Nova Lima, MG, Brasil[38]
- 2022 - Prêmio FOCO 2022. ArtRio, Rio de Janeiro, RJ, Brasil[24]
- 2021-2022 - Residência na Bag Factory Artists’ Studio, Joanesburgo, África do Sul[39]
- 2020 - Prêmio SelecT de Arte Educação, em co-autoria com Luiza Coimbra[7][40]
- 2013 - Residência Chão Slz - São Luís, MA, Brasil[41]